# 조디 워틀리
조디 워틀리(Jody Watley, 1959년 1월 30일 ~ )는 미국의 싱어송라이터이다.